# Unión Yihad Islámica
La Unión Yihad Islámica (en árabe: اتحاد الجهاد الإسلامي‎) es una organización islamista militante fundada en 2002 como un grupo escindido del Movimiento Islámico de Uzbekistán. Con sede en Waziristán del Norte, una región montañosa del noroeste de Pakistán, en la frontera con Afganistán, el grupo ha estado afiliado tanto a Al-Qaeda como a los talibanes.
Bajo su nombre original Grupo de la Yihad Islámica en árabe: Jama'at al-Jihad al-Islāmī‎, el grupo llevó a cabo varios ataques en Uzbekistán. En 2007, las autoridades de seguridad alemanas descubrieron un complot para colocar una bomba a gran escala en Alemania, conocido como la "célula terrorista de Sauerland". En los años siguientes, el grupo se centró en luchar contra las fuerzas paquistaníes en las áreas tribales y las fuerzas de la OTAN y afganas en Afganistán.
Los reclutas son principalmente turcos tanto de Turquía como de las comunidades turcas en Europa Occidental, pero también europeos conversos al islam, particularmente en países de habla alemana.

## Historia

### Grupo de la Yihad Islámica
El Grupo de la Yihad Islámica fue fundado en marzo de 2002 como un grupo escindido del Movimiento Islámico de Uzbekistán, después de que el movimiento se vinculó efectivamente entre aquellos que pretendían unirse a la Yihad Global y aquellos que querían mantener la presión y centrarse en Uzbekistán. Bajo su nombre inicial "Grupo de la Yihad Islámica", el nuevo grupo se instaló en Waziristán del Norte y tomó su sede en Mir Ali, Pakistán.
El Grupo de la Yihad Islámica detonó una serie de bombas del 28 de marzo al 1 de abril de 2004 en Uzbekistán, matando a 47 personas, y tenía células terroristas en Kirguistán, Uzbekistán y Rusia. Miembros del grupo entrenados en campamentos terroristas en Pakistán y Kazajistán. El grupo bombardeó las embajadas israelí y estadounidense y la Fiscalía General de Uzbekistán en Taskent, el 30 de julio de 2004, diciendo que tenían como objetivo a gobiernos "apóstatas". Varios miembros del Grupo de la Yihad Islámica fueron arrestados en Kazajistán a finales de 2004.
El director de la Agencia Central de Inteligencia de Estados Unidos, Porter Goss, declaró en marzo de 2005 que El Grupo de la Yihad Islámica "se ha convertido en una amenaza más virulenta para los intereses de Estados Unidos y los gobiernos locales". El Departamento de Estado designó al grupo como una organización terrorista global en mayo de 2005. El Consejo de Seguridad de las Naciones Unidas agregó al grupo a su lista de terrorismo en junio de 2005.

### Afiliación a al-Qaida
En mayo de 2005, el grupo cambió su nombre por el de Unión Yihad Islámica. Después de este período, se acercó más al núcleo de Al Qaeda, cambiando su enfoque hacia la conspiración de ataques terroristas en Pakistán y Europa Occidental, particularmente en Alemania.
El 13 de octubre de 2005, la parlamentaria inglesa Hazel Blears testificó ante la Cámara de los Comunes que la Unión Yihad Islámica debería ser identificada como una organización prohibida porque representaba una amenaza para los intereses británicos en el extranjero.  Aunque algunos ministros discreparon de este punto de vista, Blears afirmó en su testimonio de que estas conclusiones fueron corroboradas independientemente por el servicio de inteligencia británico y fuentes del servicio de seguridad, y que muchos miembros de la ONU expresaron su preocupación con respecto a la Unión Yihad Islámica.[cita requerida]

### Grupo Sauerland
En 2007, tres terroristas fueron arrestados en Alemania tras ser sospechosos de planes para atacar el aeropuerto internacional de Frankfurt e instalaciones militares estadounidenses como la Base Aérea de Ramstein. Las tres personas estaban directamente afiliadas a la Unión Yihad Islámica.
En 2008, dos presuntos miembros del grupo fueron arrestados en el aeropuerto de Colonia Bonn en Alemania a bordo de un vuelo de KLM con destino a Ámsterdam. Se pensaba que los hombres, que tenían vuelos de conexión a Uganda, tenían itinerarios continuos hacia Pakistán, donde las fuentes afirmaron que participarían en algún tipo de entrenamiento o adoctrinamiento terrorista. Sin embargo, después de estar recluidos durante varios días, las pruebas no se materializaron y los hombres (un ciudadano somalí y un ciudadano alemán de ascendencia somalí) fueron puestos en libertad.

### Reorientación a Afganistán
Tras el plan de bombardeo descubierto de la "célula terrorista Sauerland" afiliada a la Unión Yihad Islámica en Alemania, el grupo trasladó sus operaciones nuevamente a Afganistán, donde a principios de 2008 un miembro turco de la Unión, nacido en Alemania, condujo un VBIED a un recinto de la OTAN, matando al menos a cuatro personas.
Un video publicado en línea por Badr al-Tawhid encargado de medios de la unión, en 2011, mostró a sus miembros luchando junto a las fuerzas talibanes en las provincias del norte y este de Afganistán, y brindando capacitación a los uzbekos, tayikos y pastunes locales. El mismo video enumera a los combatientes de la unión asesinados en Afganistán, cuyos nombres indicaban que procedían de Turquía, Azerbaiyán, Uzbekistán, Kazajistán y Pakistán.
En una declaración a los mediados de 2015, el sitio web de la unión afirmó que el grupo estaba luchando actualmente junto a los talibanes, al Qaeda y el Partido Islámico del Turquestán en el sur de Afganistán, las provincias orientales de Paktika, Paktia y Nangarhar, y las provincias del norte de Badakhshan y Kunduz. En agosto de 2015, la unión emitió una declaración y fotografías que mostraban a decenas de sus combatientes en el norte de Afganistán que juraban lealtad al recién nombrado líder talibán Akhtar Mansoor.
La Unión Yihad Islámica y el Imam Bukhari Jamaat están en Afganistán además de ser aliados de Al-Qaeda. El grupo Talibán (Emirato Islámico) trabaja con la Unión de la Jihad Islámica.

### Participación en la guerra civil siria
En julio de 2019, según un informe del Consejo de Seguridad de las Naciones Unidas, la Unión Yihad Islámica ha operado en Siria, bajo el control del grupo yihadista sirio Hayat Tahrir al-Sham.